# Критика шлюбу

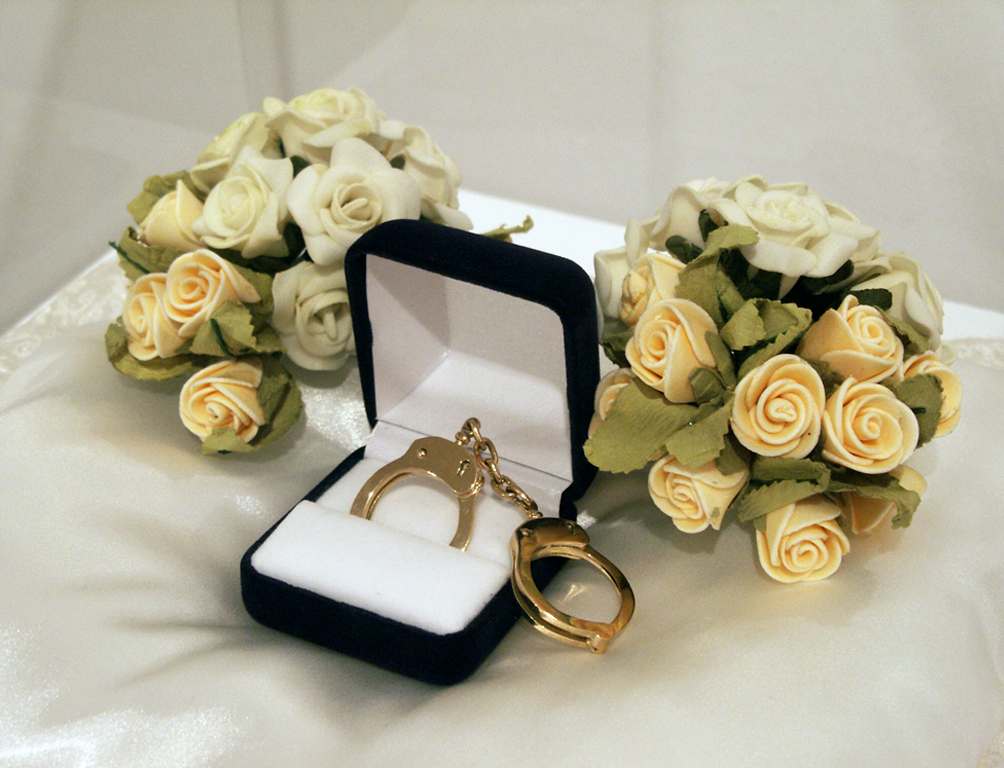
«Esposas de Matrimonio» («Весільні Манжети»), скульптура обручки, яка виражає критику впливу шлюбу на особисту свободу

Критика шлюбу — це аргументи проти цінності інституту шлюбу чи його конкретних форм. До них належать вплив шлюбу на особисту свободу, рівність та права жінок, домашнє та сексуальне насильство (як-от згвалтування в шлюбі, вбивства честі, спалення вдів, шлюб через викрадення, дитячі шлюби), фінансові ризики розлучень та вдівства, а також філософські питання про те, наскільки держава і церква вправі контролювати людей, рівень контролю людей одне над одним, і питання необхідності мати стосунки, дозволені державними органами влади чи релігійною владою.
Часто критикуються й окремі практики реформування шлюбу. Приклади включають ранні зусилля католицької церкви ліквідувати позашлюбний секс і тимчасовий шлюб, протестантське схвалення розлучення і скасування законів проти міжрелігійних та міжрегіональних шлюбів у західних країнах.

## Втручання держави у приватність
Критичний аналіз шлюбу полягає в тому, що він дає державі надмірну владу і контроль над приватним життям громадянок та громадян. Статути, що регулюють шлюб, розробляються державою, а не парами, які одружуються у відповідності з цими законами. Закони можуть в будь-який час бути змінені державою без згоди (або навіть знання) одружених людей. Умови, що виходять з принципів інституційного шлюбу, відображають інтереси уряду.
Критика шлюбу стверджує, що ця інституція базується на основі контролю, панування і володіння, і що спроба здійснювати контроль над життям іншої людини є аморальною і небезпечною і не повинна заохочуватись державою.
Деякі коментарі критикують органи державної влади за пропаганду шлюбу та романтизований образ, яким шлюб подається у фільмах і любовних романах. Понад 40 % книг, проданих в Америці, були любовними романами. Люди не можуть сформувати об'єктивне враження того, яким є шлюб, оскільки їм з раннього дитинства прививається думка, що шлюб є бажаним і навіть необхідним.

## Соціальні аргументи
У 380 р. до н. е., Платон критикував шлюб у своїй книзі «Республіка». Він заявив, що ідея вступу в шлюб була «природним ворогом» до «держави», прагнучи до приватної вищої єдності.
Наомі Джерстел і Наталія Саркісян писали, що шлюб також часто перебуває не в ладах з громадою, обмежуючи зв'язки між ріднею, сусідами і друзями.

## Особиста свобода та екзистенція
Така відома пара, як Жан-Поль Сартр і Сімона де Бовуар, завжди виражала незгоду на вступ у шлюб. Шлюб з екзистенційного погляду пропонує об'єднати двох вільних осіб в одне ціле, заперечуючи свободу, яка є основоположною для індивіда.
Рішення не одружуватися прослідковується у філософії Серена К'єркегора. Його добре задокументовані відносини з Регіною Ольсен є предметом вивчення в екзистенціалізмі, коли він відкликав свої шлюбні зобов'язання попри взаємну любов. К'єркегор любив Ольсен, але не зміг примирити перспективу шлюбу з покликанням письменника та інтроспективним християнством.
Аналогічний аргумент міститься в записі журналу Франца Кафки під назвою «Короткий виклад всіх аргументів за і проти мого шлюбу»: «Я повинен бути на самоті дуже довго. Те, чого я досягнув, було результатом тільки того, що я був один».

## Статистика розлучень
Сучасний високий рівень розлучень призводить до постановки питання щодо мети вступу в шлюб. Деякі сучасні критики шлюбу запитують, чому уряди (західних країн) продовжують підтримувати шлюб, коли він має такий високий коефіцієнт невдач. Відповідно до «Аргументу холостяка» Дена Моллера, сучасний шлюб може порівнюватися з процесом «кування ділових вірчих грамот». Понад 40 % шлюбів терплять невдачу, тому треба уникати подібного, як у будь-якій ризикованій справі.
Антрополог Лайонел Тайгер писав:
"Дивно, що за цих обставин шлюб, як і раніше, дозволений законом. Якщо майже половина чого-небудь закінчувалася б так катастрофічно, уряд, поза сумнівом, заборонив би це негайно. Якщо б половина маїсових перепічок, яких подають в ресторанах, стали причиною дизентерії, якщо б половина людей, що навчаються карате, зламали долоні, якщо б тільки 6 % людей, які пішли на американські гірки, пошкодили б середні вуха, широка громадськість вимагала б вжиття заходів. Тим не менш, найінтимніші з лих … трапляються знову і знову."
На Заході співжиття і народження дітей поза шлюбом стає все більш поширеним, хоча консерватори й релігійні аналітики критично ставляться до тенденції. Вони також часто критикують сьогоднішній стан шлюбного права і доступність розлучення.

## Феміністська критика шлюбу

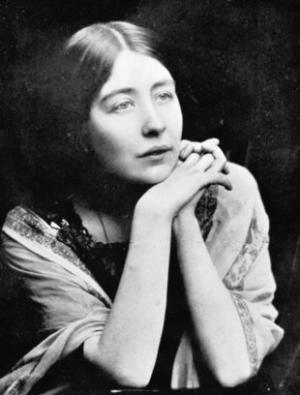
Британська суфражистка Сільвія Панкгерст відмовилася одружуватися з батьком свого сина, створивши публічний скандал

Феміністські теоретикині систематично вказують на історичні, правові і соціальні нерівності жінок та чоловіків у шлюбі, сімейному житті й розлученні. 
В індустріальну епоху значна кількість відомих письменниць, включаючи Сару Філдінг, Мері Гейс, Мері Волстонкрафт, висловлювали невдоволення тим, що шлюб у їхніх країнах можна охарактеризувати як дещо більше, ніж стан «легальної проституції» знедолених жінок, які потребували підтримки. Шейла Кронан стверджує, що свобода для жінок «не може бути здобута без скасування шлюбу». «Інститут шлюбу, — писала Марлен Діксонз, — є головним засобом для увічнення утисків жінок; саме через роль дружини поневолення жінок зберігається».
На початку другої хвилі феміністської літератури на Заході, зокрема, шлюб грунтовно проаналізували з перспективи феміністичної теорії такі активістки, як Кейт Міллетт (Сексуальна політика, 1969), Жермен Грір (Жінка-євнух, 1970), Мерілін Френч (Жіноча кімната, 1977), Джессі Бернард (Майбутнє шлюбу, 1972), і Шуламіт Фаєрстоун (Діалектика статі: аргументи до феміністичної революції, 1970). Андреа Дворкін писала, що шлюб як інститут розвивався від зґвалтування як практики.
Шейла Джеффріс висновує, що сам інститут шлюбу ґрунтується на ідеї, що гетеросексуальний секс є абсолютним правом чоловіка і абсолютним обов'язком жінки; що чоловіки мають право вимагати сексу на своїх умовах і примусити до сексу, а жінкам не дозволяється коли-небудь відмовитися від нього. Відсутність економічних можливостей означає, що у дружини немає вибору, окрім як дозволити сексуальний доступ до свого тіла в обмін на утримання.
Феміністки стверджують, що шлюб завжди залишатиметься символічною установою, що утверджує підкорення жінок чоловікам. Клер Чемберс вказує на сексистські традиції, що стосуються шлюбу та весілля:
"Символічно: біле весілля стверджує, що справжньою жіночою мрією і метою є одруження, і вона залишається наповненою сексистським образами: біла сукня, що означає цноту нареченої (підкреслюючи важливість її наявності); священик каже чоловікові: «Тепер ви можете поцілувати наречену» (замість безпосередньо нареченої, яка могла б ініціювати або, щонайменше, однаково брати участь в акті поцілунку); прийом, на якому, традиційно, всі виступи надаються чоловікам; дружина позбувається власного прізвища і бере чоловікове".
Історія шлюбу щодо жінок висвітлює практики, що не можуть бути прийнятними у ХХІ столітті і водночас не можуть бути відокремленими від шлюбу.

### Насильство проти жінок
Критика шлюбу свідчить, що він заохочує насильство проти жінок, як через дії, здійснювані у шлюбі (такі, як побиття і зґвалтування у шлюбі, домашнє насильство — які є законними в ряді країн), так і через пов'язані з шлюбними звичаями (наприклад, убивства честі при відмові від домовлених шлюбів; примус потерпілих від зґвалтування одружитися з ґвалтівником, шлюб викраденням; кара за секс поза шлюбом). 

Клаудія Кард, професорка філософії в Університеті Вісконсин-Медісон, пише: "Юридичні права визначають доступ, що в шлюбі партнери мають одне до одного, до майна та життя, але все це робить дружину неспроможною захистити себе, або бути захищеною від тортур, насильства, побиття, образ, переслідування, заподіяння каліцтва, або вбивства іншим з подружжя… Законний шлюб, таким чином, залучає державу до створення умов, що сприяють вбивству і нанесенню каліцтв".
Загальне уявлення про подружнє життя, як „приватне“ і поза сферою державного втручання дозволяє насильству процвітати. Елізабет Брейк пише, що „приватність“ захищає нерівний розподіл домашньої праці, насильство в сім'ї, і виключає медичне страхування при аборті та контрацепції». Мері Ліндон Шенлі пише, що поліція часто «ігнорує скарги про домашнє насильство, тому що вони не хочуть „втручатися“ в приватну сферу подружньої пари».
Нещасливі шлюби, відповідно до Герстел і Саркісян, призводять до збільшення кількості стресів, самогубств, гіпертоній, раків, а також до повільнішого загоєння ран у жінок.
За даними аналітики шлюбу, жорстоке поводження та підпорядкування жінок у шлюбах спостерігається у всьому світі. Загальні проблеми здоров'я і загального добробуту жінок в деяких частинах світу не мають практично жодного захисту законом (як-от домашнє насильство).

#### Репродуктивний тиск
У деяких частинах світу жінок, які досягли певного віку і ще не одружені, стигматизують та таврують (див. Стара діва), що часто приводить цих жінок до самогубства.

#### Посаг і купівля наречених

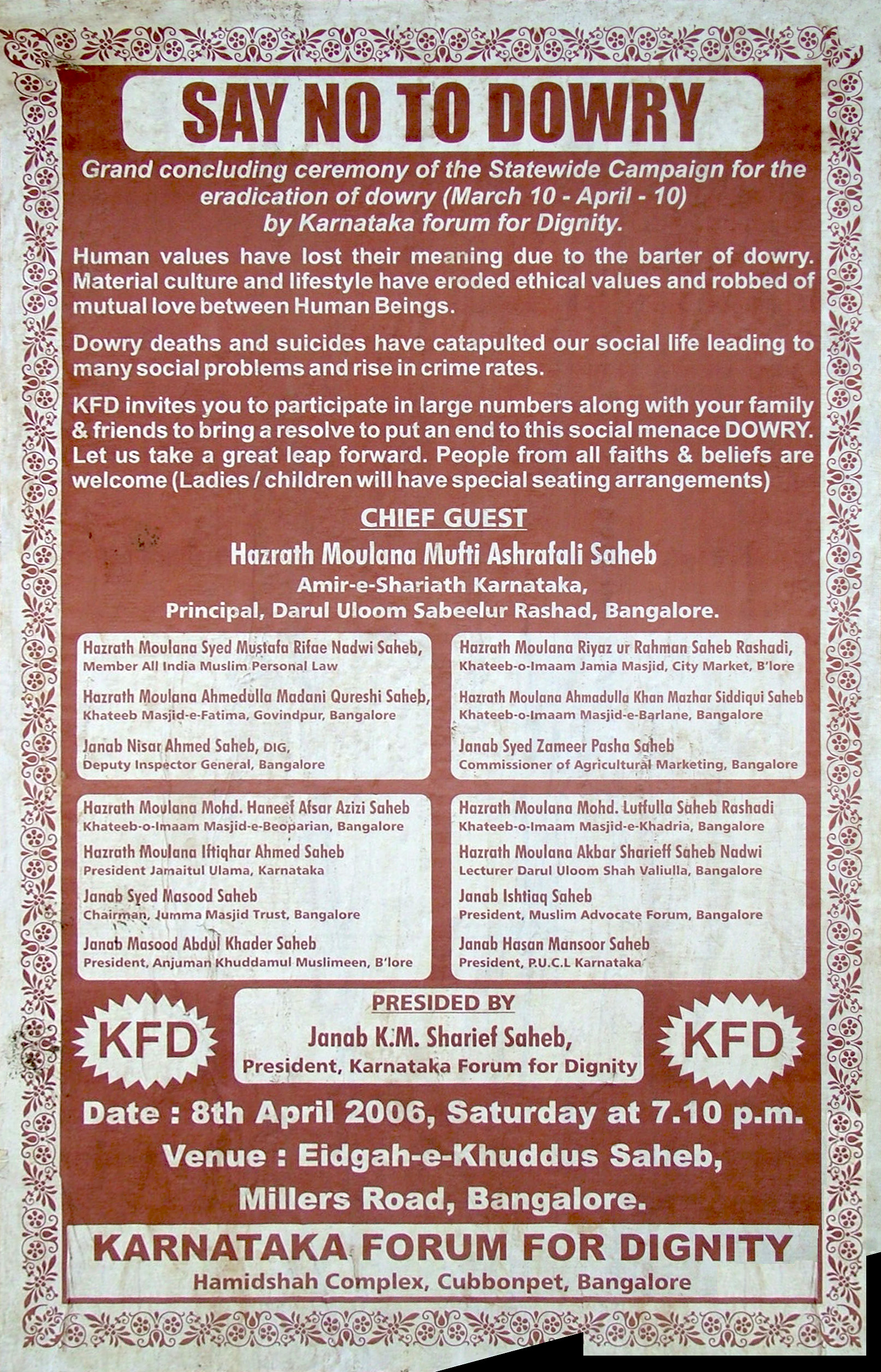
Афіша проти посагу у Бангалорі, Індія

Насильство і торгівля щодо посагу і викупу нареченої — проблеми шлюбу, які лежать у полі торгівлі людьми. Через посаг особливо часто це відбувається в Південній Азії, і обливання кислотою є результатом спорів, пов'язаних з посагом.

#### Примусові шлюби
У країнах, де поширені примусові шлюби, за законом та практикою майже неможливо для жінки звільнитися від насильницького шлюбу. Жінки, які стикаються з перспективою примусового шлюбу, схильні закінчувати життя самогубством.

##### Дитячі шлюби
Наслідки сексуального насильства у шлюбі посилюються практикою дитячих шлюбів. У 2013 році 8-річна єменська дівчинка померла від внутрішньої кровотечі після зґвалтування своїм 40-річним новим чоловіком. Материнська смертність жінок та дівчат внаслідок ускладнень вагітності та пологів є найвищою у країнах, що розвиваються, де дитячі шлюби є поширеною практикою, як, відповідно, і секс із дівчатками та ранні вагітності у дівчаток та дівчат, несумісні з їх здоров'ям, освітою та розвитком.

#### Насильство, пов'язане з цнотою
Насильство, пов'язане з жіночою цнотою, є старою історичною проблемою. У багатьох частинах світу суспільство досі очікує від нареченої бути незайманою, чого не очікується від нареченого. Якщо при першому сексі після весілля дружина не кровоточить (що і не є достовірною ознакою цноти та дефлорації), це може закінчитися надзвичайним насильством проти жінок, в тому числі убивством честі.

#### Домашнє насильство
Самогубство є поширеною відповіддю жінок, які потерпають від знущання в шлюбі, не маючи можливості залишити ці шлюби. В ряді країн побиття дружини чоловіком є законним. Так, наприклад, в Іраку чоловіки мають законне право карати дружин. Кримінальний кодекс говорить, що немає ніякого злочину, якщо це діяння вчинено згідно законних прав.

#### Зґвалтування у шлюбі
У різних частинах світу чоловіки мають сексуальну зверхність над дружинами в законодавстві і на практиці. Чоловіки вирішують, коли і де займатися сексом, і дружини не мають ніякої можливості перешкодити небажаному сексу. У деяких країнах зґвалтування у шлюбі є законним, і навіть там, де воно є незаконним, воно рідко оприлюднюється або притягується до судової відповідальності.
Документальний фільм з Ірландії показав історію літніх жінок, які поділилися своїми переживаннями від багаторазових зґвалтувань у шлюбі і про дітей, народжених від цих зґвалтувань, коли за зґвалтування у шлюбі не несли кримінальної відповідальності, контрацепція, аборт і розлучення були незаконними, і шлюбні заборони працевлаштування дружин поза домом були в силі. Шлюбне зґвалтування в Ірландії було визнано правопорушенням лише в 1990 році, а розлучення узаконені лише в 1996.

#### Репродуктивне насильство
Часто одружені жінки не можуть перешкодити небажаній вагітності, оскільки в різних країнах сучасна контрацепція недоступна, а в деяких країнах одружені жінки потребують юридичного дозволу від чоловіка, щоб використовувати контрацепцію (і навіть у країнах, де згоди чоловіка не потрібно за законом, на практиці її вимагають). Аборти заборонені або обмежені в ряді країн, а в деяких країнах жінкам потрібна згода чоловіка на аборт. Тому шлюб призводить до ситуації, яка дозволяє не тільки примус до сексу, але і примусову вагітність, і в деяких з таких країн вагітність і пологи, як і раніше, залишаються небезпечними через відсутність належної медичної допомоги. 

### Обмеження прав дружин
Історично в ряді частин світу жінка, що перебувала у шлюбі, мала менше юридичних та соціальних прав, ніж неодружена жінка, розлучена або вдова. В країнах, що розвиваються, ця дискримінація досі зберігається.

#### Ковертюра
До успіху першої хвилі фемінізму (суфражизму) жінки, зокрема, в Європі, не вважалися юридично повносправними і прирівнювалися до дітей, будучи позбавленими основних прав людини. Майном, договорами, спадком, опікою над дітьми одруженої жінки володів або розпоряджався її чоловік (до шлюбу батько), у якого вона змушена була просити дозвіл на здійснення базових правочинів та посередництво в них. Ця дискримінація була закріплена в європейських законодавствах і отримала назву ковертюри. 

#### Сучасний світ
У різних країнах одружені чоловіки мають владу над дружинами. Наприклад, єменські шлюбні правила стверджують, що дружина повинна слухатися чоловіка і не може виходити з дому без його дозволу. У Демократичній Республіці Конго Сімейний кодекс говорить, що чоловік є головою сім'ї; дружина зобов'язана слухатися його і жити з ним там, де він воліє жити; у дружини має бути дозвіл чоловіка на передачу справи до суду або ініціювання інших судових справ.
Критики шлюбу описують шлюб як інститут, який сприяє підтримці застарілих гендерних ролей, не дозволяє жінкам досягти соціальної рівності і сприяє зміцненню думки, що жінки існують для служіння чоловікам, котра в свою чергу збільшує насильство проти жінок. Шлюб зміцнює традиційну парадигму чоловічої і жіночої взаємодії: підпорядкування жінки чоловікові в обмін на утримання. 
За твердженням Шейли Джеффріс, «традиційні елементи шлюбу не зникли повністю і в західних суспільствах, навіть у випадку з працевлаштованими, високоосвіченими і добре оплачуваними діловими жінками»: навіть такі жінки потерпають від шлюбного насильства через страх і почуття обов'язку. Навіть у західних країнах одружені жінки "відчувають, що вони не мають ніякого вибору, окрім як залишатися і терпіти, і, можливо, "любити, щоб вижити".

#### Неоплачувана хатня робота
Обсяг неоплачуваної роботи з обслуговування, такої як кулінарний процес, прибирання, догляд за одягом та житлом, догляд, освіта та виховання дітей, догляд за хворими та літніми членами родини, кратно збільшується з укладанням шлюбу, а тим паче з народженням дітей. Попри це, основну частину цієї роботи у всьому світі досі виконують жінки (включаючи розвинені країни). Це позначається на здоров'ї жінок та перешкоджає повноцінному долученню жінок до ринку оплачуваної праці, роблячи внесок у фемінізацію бідності.

#### Вплив на робочу силу та економіку
Дискримінація жінок при наймі як потенційних матерів та гіпотетично основних доглядальниць, які виконуватимуть репродуктивну роботу в поточному чи майбутньому шлюбі, а також скляна стеля та різниця в оплаті праці жінок та чоловіків, спричинені гендерними стереотипами моделі годувальника, перешкоджають повноцінній участі жінок у робочій силі та закріплюють гендерну сегрегацію ринку праці, нерівний розподіл неоплачуваної хатньої праці та гендерну нерівність.

## Інша дискримінація

### Дискримінація неодружених та расизм
Критики шлюбу стверджують, що ця інституція являє собою форму державної підтримки дискримінації людей, які не одружуються, і зокрема щодо певних расових або етнічних груп, які мають менше шансів одружитися і частіше мають мати дітей поза шлюбом, такі як афроамериканці в США, тавруючи ганьбою таких осіб, представляючи їх спосіб життя як ненормальний і позбавляючи їх прав. Дін Спейд і Крейг Вілліс пишуть, що: "Ідея, що одружені сім'ї та їхні діти є найкращими, була і залишається основним засобом боротьби з чорним расизмом. Чорні сім'ї постійно зображують у вигляді патологічних і кримінальних в наукових та соціальних дослідженнях, що базуються на шлюбних нормах".

### Дискримінація ЛГБТ-людей
У відповідь на проходження каліфорнійської Поправки 22 і поточної дискусії щодо одностатевих шлюбів у США, група людей бойкотувала шлюб, поки всі люди не зможуть вступати в законний шлюб. Аргумент такий, з тих пір як шлюб не є обов'язковим інститутом суспільства, члени бойкоту відмовляються підтримувати інститут, яким він є зараз.

### Рух за права чоловіків
Деякі письменники захисники чоловічих прав кажуть, що шлюб на Заході є несприятливим також і для чоловіків, особливо, у фінансових наслідках розлучення. Наприклад, захисники {0 батьківських прав відзначають, що зберігається в суспільстві перекіс на користь жінок, як опікунських батьків в особі «без вини» законів про розлучення, і що розлучення зазвичай несправедливе до чоловіків, коли шлюби терплять невдачу. Деякі стверджують, що ця тенденція веде до того, що чоловіки уникають шлюбу, назвавши його «шлюбний удар».